# Championnat de Papouasie-Nouvelle-Guinée de football 2017
Navigation
Édition précédente Édition suivante
La saison 2017 du Championnat de Papouasie-Nouvelle-Guinée de football est la onzième édition de la National Soccer League, le championnat semi-professionnel de première division en Papouasie-Nouvelle-Guinée.
Le début de saison est marqué par une scission entre la fédération et une partie des clubs engagés en championnat la saison précédente, ce qui entraîne la création d'une compétition dissidente. Seuls 4 clubs de l'édition précédente, dont le champion en titre, maintiennent leur engagement en National Soccer League.
Sept formations participent à la compétition, qui se déroule en deux phases :
- lors de la phase régulière, les équipes se rencontrent à deux reprises, à domicile et à l'extérieur.
- les quatre premiers à l'issue de la phase régulière disputent une phase finale, jouée sous forme de matchs à élimination directe pour déterminer le champion.

C'est le club de Lae City Dwellers FC, double tenant du titre, qui est à nouveau sacré champion cette saison après avor terminé en tête du classement de la phase régulière. En effet, la banqueroute d'un des participants (Huawei PS United) provoque l'abandon de la phase finale, au cours de laquelle Lae City FC et le Madang FC avaient atteint la finale. C'est le troisième titre de champion de Papouasie-Nouvelle-Guinée de l'histoire du club.

## Les clubs participants
- Besta PNG United FC
- Madang FC
- Prima Buang FC
- Lae City Dwellers FC
- Southern Strikets FC - Forfait dès le début de la saison et remplacé par la formation de Vitis Yamaros FC
- Huawei PS United FC

## Compétition
Le classement est établi sur le barème de points suivant : victoire à 3 points, match nul à 1, défaite à 0.

### Phase régulière
| Rang | Équipe                | Pts     | J       | G       | N       | P       | Bp      | Bc      | Diff    |  | Résultats (▼ dom., ► ext.) | Lae | Mad | Hua | Bes | Pri | Vit |
| ---- | --------------------- | ------- | ------- | ------- | ------- | ------- | ------- | ------- | ------- |  | -------------------------- | --- | --- | --- | --- | --- | --- |
| 1    | Lae City Dwellers FCT | 28      | 10      | 9       | 1       | 0       | 40      | 8       | +32     |  | Lae City Dwellers FCT      |     | 1-0 | 3-2 | 2-0 | 6-0 | 6-2 |
| 2    | Madang FC             | 19      | 10      | 6       | 1       | 3       | 17      | 10      | +7      |  | Madang FC                  | 1-1 |     | 1-0 | 3-2 | 5-0 | 2-1 |
| 3    | Huawei PS United FC   | 16      | 10      | 5       | 1       | 4       | 19      | 13      | +6      |  | Huawei PS United FC        | 1-4 | 1-0 |     | 1-3 | 4-0 | 5-0 |
| 4    | Besta PNG United FC   | 11      | 10      | 3       | 2       | 5       | 17      | 20      | -3      |  | Besta PNG United FC        | 1-4 | 0-1 | 1-2 |     | 4-2 | 1-1 |
| 5    | Prima Buang FC        | 8       | 9       | 2       | 2       | 5       | 9       | 31      | -22     |  | Prima Buang FC             | 0-7 | 1-0 | 1-1 | 2-2 |     | 3-2 |
| 6    | Vitis Yamaros FC      | 1       | 9       | 0       | 1       | 8       | 12      | 32      | -20     |  | Vitis Yamaros FC           | 1-6 | 3-4 | 0-2 | 2-3 | N/D |     |
| 7    | Southern Strikers FC  | Forfait | Forfait | Forfait | Forfait | Forfait | Forfait | Forfait | Forfait |  |                            |     |     |     |     |     |     |

|  | Qualification pour la phase nationale |
|  | T : Tenant du titre                   |

### Phase finale
|  | Demi-finales                             | Demi-finales                           | Demi-finales                           | Demi-finales                           |                      |  | Finale                                        | Finale                                        | Finale                                        | Finale                                        |
|  |                                          |                                        |                                        |                                        |                      |  |                                               |                                               |                                               |                                               |
|  | 29 juillet 2017, Laiwaden Oval, Madang   | 29 juillet 2017, Laiwaden Oval, Madang | 29 juillet 2017, Laiwaden Oval, Madang | 29 juillet 2017, Laiwaden Oval, Madang |                      |  | 19 août 2017, Sir Ignatus Kilage Stadium, Lae | 19 août 2017, Sir Ignatus Kilage Stadium, Lae | 19 août 2017, Sir Ignatus Kilage Stadium, Lae | 19 août 2017, Sir Ignatus Kilage Stadium, Lae |
|  | Lae City Dwellers FC                     | Lae City Dwellers FC                   | 2                                      | 2                                      |                      |  | 19 août 2017, Sir Ignatus Kilage Stadium, Lae | 19 août 2017, Sir Ignatus Kilage Stadium, Lae | 19 août 2017, Sir Ignatus Kilage Stadium, Lae | 19 août 2017, Sir Ignatus Kilage Stadium, Lae |
|  | Lae City Dwellers FC                     | Lae City Dwellers FC                   | 2                                      | 2                                      |                      |  | 19 août 2017, Sir Ignatus Kilage Stadium, Lae | 19 août 2017, Sir Ignatus Kilage Stadium, Lae | 19 août 2017, Sir Ignatus Kilage Stadium, Lae | 19 août 2017, Sir Ignatus Kilage Stadium, Lae |
|  | Besta PNG United FC                      | Besta PNG United FC                    | 1                                      | 1                                      |                      |  | 19 août 2017, Sir Ignatus Kilage Stadium, Lae | 19 août 2017, Sir Ignatus Kilage Stadium, Lae | 19 août 2017, Sir Ignatus Kilage Stadium, Lae | 19 août 2017, Sir Ignatus Kilage Stadium, Lae |
|  | Besta PNG United FC                      | Besta PNG United FC                    | 1                                      | 1                                      | Lae City Dwellers FC |  |                                               |                                               |                                               |                                               |
|  | 16 août, Sir Ignatus Kilage Stadium, Lae |                                        |                                        |                                        |                      |  |                                               |                                               |                                               |                                               |
|  |                                          |                                        | Madang FC                              |                                        |                      |  |                                               |                                               |                                               |                                               |
|  | Madang FC                                |                                        |                                        |                                        |                      |  |                                               |                                               |                                               |                                               |
|  |                                          |                                        |                                        |                                        |                      |  |                                               |                                               |                                               |                                               |
|  | Huawei PS United FC forfait              |                                        |                                        |                                        |                      |  |                                               |                                               |                                               |                                               |
|  |                                          |                                        |                                        |                                        |                      |  |                                               |                                               |                                               |                                               |

## Bilan de la saison
| Championnat de Papouasie-Nouvelle-Guinée de football 2017 |                                 |
| Champion                                                  | Lae City Dwellers FC (3e titre) |
| Coupes et trophées                                        |                                 |
| Vainqueur de la Coupe de Papouasie-Nouvelle-Guinée 2017   | Non disputée                    |
| Qualifications continentales                              |                                 |
| Ligue des champions de l'OFC 2018                         | Lae City Dwellers FC            |
| Ligue des champions de l'OFC 2018                         | Madang Football Club            |
| Promotions et relégations                                 |                                 |
| Promus en National Soccer League                          | Aucun                           |
| Relégués                                                  | Aucun                           |